# Dwight Evans
Dwight Michael Evans (Santa Mónica, California, 3 de noviembre de 1951), más conocido como Dwight Evans, es un exjugador profesional estadounidense de béisbol que se desempeñó en la posición de jardinero derecho en las Grandes Ligas de Béisbol (MLB). Es poseedor de ocho Guantes de Oro.

## Carrera
Evans jugó como profesional 19 temporadas en Boston Red Sox (1972-1990), después pasó a Baltimore Orioles, donde jugó una temporada (1991), y fue el equipo en el que se retiró.

## Premios
Fue galardonado con el Guante de Oro en ocho oportunidades (1976, 1978, 1979, 1981, 1982, 1983, 1984 y 1985).